# Carta de la llengua francesa
La Carta de la llengua francesa (comunament dita llei 101) és una llei que defineix els drets lingüístics de tots els ciutadans del Quebec i que confirma el francès com a llengua oficial de la província.
Proposada pel ministre del Desenvolupament cultural, el Dr. Camille Laurin, la llei és adoptada a l'Assemblea nacional del Quebec el 26 d'agost del 1977 pel govern de René Lévesque, pertanyent al Parti Québécois. La llei sobrevé tres anys després de la llei sobre la llengua oficial (la llei 22), votada pel govern Bourassa al juliol de 1974. Abans d'aquesta data, el Quebec era de facto l'única província del Canadà que practicava el bilingüisme anglès-francès institucionalment.

## Història
El Parti Québécois és l'instigador de la llei 101, anomenat Llibre Blanc a la primeria, a partir de l'any 1977. El Partit Quebequès utilitzà un discurs recordant l'amenaça anglesa sobre la llengua francesa per tal de rememorar a la població la necessitat d'una tal llei per a protegir la cultura Aquesta campanya de persuasió toca la major part dels diaris francòfons que adhereixen al discurs del Partit Quebequès Tanmateix, el diari Le Devoir s'oposa al projecte de llei proposat pel PQ, perquè estima que els drets dels anglòfons són oprimits i que les regles sobre la senyalització van en contra de la llibertat d'expressió. Oblida totalment que els canadencos-francesos han estat oprimits durant 300 anys i que el francès és el símbol de llur llibertat. La llei és adoptada pel govern de René Lévesque el 26 d'agost de 1977 arran del sosteniment de 80,6 % dels francòfons. Tanmateix, aquesta llei no fa pas la unanimitat en els homes de negocis i els polítics, sobretot el Primer ministre del Canadà de l'època, Pierre Elliott Trudeau, que afirmà que el PQ cercava « l'establiment d'una societat ètnica, monolítica i dominada per una única llengua ». El primer ministre reprèn el capteniment tradicional dels canadencos-francesos que es reuneixen a Ottawa, traint llur poble i incitant a negar-ne l'existència
Els anglòfons no estan d'acord amb el nou discurs que fa prioritari el francès respecte a l'anglès. Per la qual raó, prop de 83 000 anglòfons abandonen el Quebec durant el mandat del Partit Quebequès. Aquests deixen la província del Quebec per por i frustració, entre altres perquè els reporters anglòfons quebequesos utilitzen un discurs de por i de pànic de cara a la llei 101. Per exemple, el reporter Graham Fraser compara la situació del moment al temps de la guerra en la mesura que la propaganda a favor de la llei 101 és present. Aquesta propaganda cerca de convèncer la gent del benefici de la llei. Demés, certs reporters anglòfons fins i tot tractaren el Sr. Lévesque de fanàtic
El 1984, la Cort superior del Quebec invalida les disposicions de la Carta, tanmateix votada democràticament, que obliguen la senyalització unilingüe en francès als comerços. Aquest judici serà confirmat l'any 1988 per la Cort suprema del Canadà. El govern de Bourassa es veu doncs obligat de dipositar en urgència el projecte de llei 178, modificant la Carta de la llengua francesa. Aquest projecte de llei utilitza la clàusula no obstant de la Carta canadenca dels drets i llibertats per tal de confirmar l'obligació de senyalització unilingüe en francès a l'exterior, però permet una senyalització en diverses llengües a l'interior, si el francès predomina. Aquest projecte de llei deixarà insatisfets tant els nacionalistes quebequesos que hi veuen una reculada, com els anglòfons i al·lòfons del Quebec que constaten que el govern reïx a derogar a la decisió de la Cort suprema. Tres ministres del govern dimitiran alguns dies més tard
El 5 de desembre de 2012, el govern Marois diposita a l'Assemblea nacional un projecte de llei que visa a reforçar l'ús del francès a l'espai públic i a assegurar una integració encertada, en francès, de les persones immigrants. El projecte preveu de fer més difícil l'admissió dels francòfons a la xarxa d'universitats anglòfones. Les universitats anglòfones hauran de concedir la prioritat als estudiants de llengua anglesa en l'atorgament de les places
Aquest projecte de llei conduït per la ministra de la Immigració i de les Comunitats culturals i ministra responsable de la Carta de la llengua francesa, Diane De Courcy, va acompanyat de proposicions de modificacions en la Llei sobre la immigració a Quebec i en la Llei sobre el ministeri de la Immigració i de les Comunitats culturals. El projecte de llei entén modificar la graella de selecció dels treballadors qualificats per a acordar més importància al domini del francès
En el quadre d'una consulta general sobre aquest projecte de llei, la Comissió de la cultura i de l'educació tindrà audiències públiques a comptar del 12 de març de 2013. La data límit per al dipòsit de memòries és l'11 de febrer. Els organismes i els ciutadans interessats a expressar llur opinió podran igualment completar el qüestionari en línia a partir del 12 de febrer de 2013. Les respostes al qüestionari seran transmeses als membres de la Comissió per a alimentar la seva reflexió.

### Projecte de llei 14
El projecte de llei 14 proposat pel govern Marois l'any 2013 és una resposta a l'estudi de l'Oficina quebequesa de la llengua francesa Aquesta examina la senyalització dels comerços al carrer al nucli urbà de Montreal i la llengua d'acolliment de serveis el 2012. Els resultats conclouen que 18 % dels comerços estudiats no posseïen una senyalització en francès conforme a la llei 101
El projecte de llei 14 es proposa modificar la Carta de la llengua francesa i la CAQ accepta de sostenir-la perquè sigui discutida en comissió parlamentària però vol la modificació de certs punts.
El cap de la Coalition avenir Québec (CAQ), François Legault, anuncia que el seu partit votarà en favor del projecte de llei 14 sobre la protecció de la llengua francesa.
En resposta a la Coalition avenir Québecque té el destí del projecte de llei entre les mans, la ministra responsable de la Carta de la llengua francesa, Diane De Courcy, anuncia flexibilitzacions majors concernint els militars i les municipalitats.
A fi de reanimar la llei 101, el projecte de llei 14 de 2013 presenta mesures coercitives. Primer, el govern Marois desitja la francesització de les empreses comptant entre 26 i 49 treballadors, més aviat que 50 i més Després, vol tornar a avaluar les municipalitats bilingües i llevar l'estatut a les que no posseiran més la meitat de llurs habitants anglòfons. Mentre que la llei 101 acorda als militars el dret d'enviar lllurs fills a l'escola anglòfona / en anglès, el projecte de llei 14 vol suprimir aquest dret. És a dir que els militars haurien d'enviar els fills a escoles francòfones / en francès. A més, el domini de l'educació és igualment tocat, per exemple, els cégeps (establiment universitari públic que ofereix cursos tècnics i preuniversitaris) anglòfons hauran de fer prioritaris els estudiants de llengua anglesa. També, tota l'administració haurà d'afrancesar totes les seves institucions perquè el francès sigui "La llengua normal i habitual de llurs comunicacions". Allò s'aplica també al sistema de salut que haurà de redactar tots els seus dossiers en francès.
Una vegada el projecte de llei 14 dipositat el 6 de desembre de 2012, el govern Marois desplega una estratègia de comunicació per tal de fer-lo acceptar. Prova de fer valer el seu projecte als nombrosos ciutadans, especialment durant el passatge de la Sra. Marois a l'emissió "Tout le monde en parle" el 2 de desembre de 2012. L'ex-primera ministra aborda breument la seva opinió sobre el tema de la llengua francesa al Quebec. Respon principalment a la qüestió del presentador si considera la llengua anglesa com una amiga o una enemiga. Menciona no voler noure a la llengua anglesa però que correspon tanmateix a una amenaça per al francès si no pot continuar d'avançar. Així, el seu projecte està motivat pel menester d'orientar la llengua francesa i que romangui "la llengua de la metròpoli, […] la llengua dels quebequesos i quebequesa".
Ultra això, el govern Marois es compon d'una forta oposició, tal com el Parti Liberal i el partit de la Coalition avenir Québec. Respectivament, aquests partits temen la pesantor dels nous reglaments que vol imposar el govern així com el retrocés dels inversors per a trobar el Quebec atraient. Així, l'oposició es diu desfavorable a les mesures coercitives proposades pel projecte de llei.

## Objectius
La Carta disposa que l'Assemblea nacional és « resolta a fer del francès la llengua de l'Estat i de la Llei així bé com la llengua normal i habitual del treball, de l'ensenyament, de les comunicacions, del comerç i dels negocis».
El preàmbul disposa també l'Assemblea naciona entén perseguir aquest objectiu "En un esperit de justícia i d'obertura, en el respecte de les institucions de la comunitat quebequesa d'expressió anglesa i de les minoritats ètniques, de les quals reconeix l'aportament preciós al desenvolupament del Quebec."
Finalment, el preàmbul disposa que l'Assemblea nacional "reconeix als amerindis i als Inuit del Quebec, descendents dels primers habitants del país, el dret que tenen de mantenir i de desenvolupar llur llengua i cultura d'origen." 
Com la comissió Larose, el Bloc quebequès recomana que es realci l'estatut jurídic d'aquesta carta amb l'objectiu de donar als seus components principals un caràcter quasi-constitucional.

## Títols
El títol I de la llei, que conté nou capítols, declara el francès llengua oficial de la legislació, de la justícia, de l'administració, dels organismes parapúblics, del treball, del comerç i dels negocis i de l'ensenyament. El capítol II defineix cinc drets lingüístics fonamentals dels quebequesos :
1. El dret de cada persona que totes les branques del govern, els gremis o ordres professionals, les associacions de treballadors i les empreses establides al Quebec comuniquin amb ella en francès;
2. El dret de cada persona de parlar francès a les assemblees deliberants;
3. El dret dels treballadors d'exercir llurs activitats en francès;
4. El dret dels consumidors de ser informats i servits en francès;
5. El dret de les persones admissibles a l'ensenyament al Quebec de rebre l'ensenyament en francès

El títol II tracta de l'oficialització lingüística, de la toponímia i de la francesització de l'administració civil i dels negocis.
El títol III estableix l'Oficina quebequesa de la llengua francesa, en defineix la missió, els poders i l'organització.
El títol IV estableix el Consell superior de la llengua francesa.
Els títols V et VI defineixen les disposicions i les sancions penals, com també diverses disposicions transitòries.

## Disposicions
A fi de realitzar l'objectiu de fer del francès la llengua normal i habitual del Quebec, la Carta conté certes disposicions centrals tot preveient els poders de reglamentació relatius. L'Oficina quebequesa de la llengua francesa és l'organisme governamental responsable de vetllar l'aplicació de la Carta
Per la llei, la Carta fa que el francès sigui la sola llengua oficial de comunicació de l'Estat quebequès i de les empreses que fan negocis al Quebec. Fent això, la llei obliga que el Govern del Quebec, totes les organitzacions parapúbliques i totes les empreses comuniquin principalment en francès amb els ciutadans del Quebec. Fins llavors, la llengua francesa era efectivament la llengua del govern i de l'administració pública; amb tot, no es pot dia el mateix de tot el sector privat. Malgrat rl succés dels programes de francesització imposats a les empreses de més de 50 emprats en els anys 1980, l'anglès encara té un paper enorme en la vida de nombrosos treballadors quebequesos. Els anys 1980 han vist reaparéixer el bilingüisme al treball i fins i tot l'ús exclusiu de l'anglès en mants sectors econòmics nous que abans no existien al Quebec, com la indústria de l'alta tecnologia.

## Minoritats anglòfona i autòctones

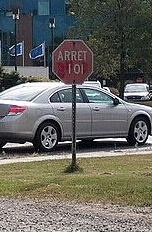
El senyal bilingüe molesta certs quebequesos francòfons, com en testifica el vandalisme en aquest cartell bilingüe ATUREU-VOS-STOP, a Quebec

Al moment de l'elaboració de la Carta, el legislador quebequès havia de tenir compte de garanties constitucionals i dels drets històrics ja reconeguts a la minoritat anglòfona així mateix com als pobles autòctons Conformement a aquest enquadrament constitucional, la Carta inclou diverses garanties pel que fa a la utilització de llengües altres que el francès pels quebequesos. Per exemple, la llei disposa que :
- Les lleis són publicades en versió anglesa a més de la versió francesa, tots dos textos essent reconeguts oficials;
- Les persones poden adreçar-se als tribunals en anglès;
- Els judicis retuts pels tribunals són disponibles en la llengua oficial o en anglès sobre demanda d'una de les parts;
  - La Carta de la llengua francesa no s'aplica pas a les reserves autòctones, an s'aplica a la llengua autòctona local fora de la reserva.

## Contestacions judicials
La primera versió de la llei 101 va ser l'objecte d'una controvèrsia pel que fa al reglament de la senyalització comercial, que imposava llavors l'unilingüisme francès en els cartells o senyals exteriors. Després d'un judici de la Cort suprema del Canadà, aquest reglament va ser modificat pels liberals l'any 1988 (vegeu la secció Història). Els senyals poden avui ser en qualsevol llengua, a condició que el francès sigui predominant (a la pràctica això vol dir que el text en francès ha de ser sensiblement més gros que el text en una altra llengua).
La reglamentació de la senyalització publicitària desvia de vegades l'atenció del públic de les altres parts també importants de la llei, sobretot les que regeixen la llengua de l'ensenyament. Aquestes darreres disposicions han tingut una gran repercussió social fent de manera que la majoríssima part dels immigrants sigui forçada avui d'ésser escolaritzada en francès.